# Hegersport
Die Hegersport GmbH ist ein im Jahr 2000 gegründetes deutsches Unternehmen aus dem Bereich Motorsport, das vornehmlich in der Eventorgansation tätig ist, aber 2010 auch als Rennteam in der FIA-GT1-Weltmeisterschaft aktiv war.

## Motorsporthistorie

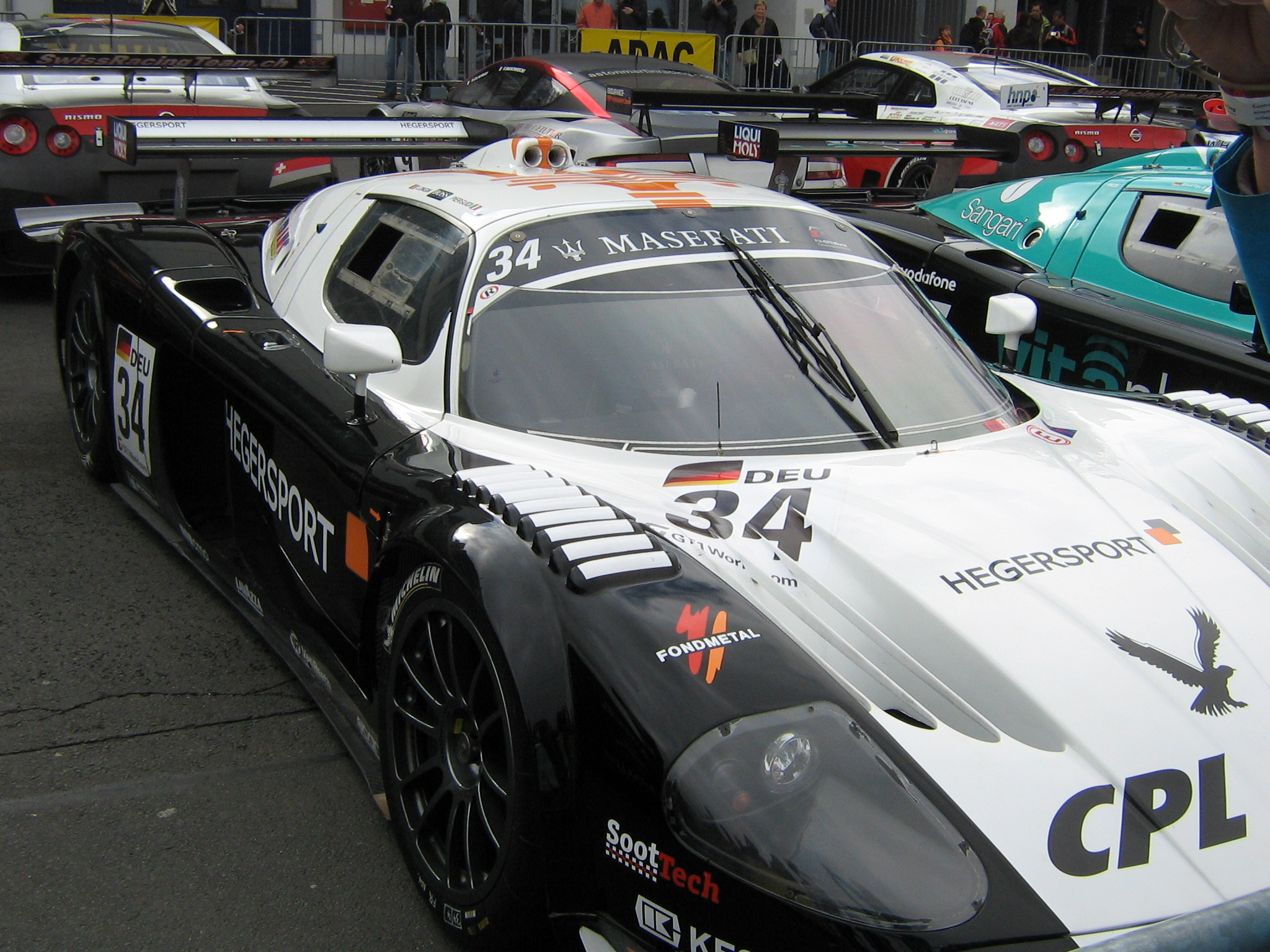
Ein Maserati MC12 des Tripple H Team Hegersport am Nürburgring 2010

Der Rennfahrer Altfrid Heger und der Betriebswirt Christof Maischak gründeten die Hegersport GmbH im Jahr 2000 in Essen – die Heimatstadt Hegers.
Die Firma war von 2000 bis einschließlich 2003 für die Durchführung der V8-Star-Meisterschaft mit Silhouettentourenwagen verantwortlich. Die Serie wurde zunächst im Jahr 2004 ausgesetzt. Aber schließlich musste auch die Saison 2005 abgesagt werden.
Ab 2004 veranstaltet Hegersport Sportfahrertrainings und weitere Veranstaltungen im automobilen Bereich. Seit 2005 organisiert das Unternehmen im Auftrag von Porsche den Porsche Sports Cup Deutschland als Kundensportserie für Amateurrennfahrer. 
2010 entschloss sich Hegersport, unter dem Namen Tripple H Team Hegersport, an der neu ausgeschriebenen FIA-GT1-Weltmeisterschaft teilzunehmen. Als eines von zwei Teams in der Serie setzte Hegersport zwei Maserati MC12 GT1 die ganze Saison über ein. Die technische Betreuung der Fahrzeuge übernahm das spätere Weltmeister- und fünfmalige FIA-GT-Meisterteam Vitaphone Racing von Michael Bartels, das ebenfalls zwei Maserati verwendete. Hegersport wechselte oft die Piloten und hatte daher kaum kontinuierliche Fahrerpaarungen. In der Mannschaftswertung wurde das Team mit drei Podestplatzierungen Siebter.
Teamchef Heger nahm bis auf den Lauf in Spanien an allen Rennen teil. Er teilte sich das Cockpit zunächst mit Alexandros Margaritis und später mit Alex Müller. Der zweite Maserati von Hegersport begann mit Bert Longin und Matteo Bobbi. Nachdem Bobbi das Team verlassen hatte, fuhr Longin zusammen mit Nico Verdonck und Alessandro Pier Guidi, die auch das Saisonfinale gemeinsam bestritten. Als Longin in Portugal mit Müller den ersten Wagen fuhr, teilten sich Pier Guidi und Nikolaus Mayr-Melnhof den zweiten. Das Rennen in Brasilien bestritten die beiden brasilianischen Fahrer Francisco Longo und Daniel Serra für Hegersport.
Vor der Saison 2011 kündigte das Team an, dass es aus Kostengründen nicht mehr an der FIA-GT1-Weltmeisterschaft teilnehmen und sich auf den Bereich des Eventmanagements konzentrieren werde.
| 2010 | Triple H Team Hegersport | Maserati | 33 | 5   | 9 | NC | 6 | 13 | Ret | 8  | 3  | 12 | 2 | 13  | 20 | 6  | 9  | 6 | Ret | 10 | 10 | 11 | 9   | 84 | 7 |
| 2010 | Triple H Team Hegersport | Maserati | 34 | DNS | 7 | 16 | 4 | 10 | 11  | 14 | 11 | 4  | 8 | Ret | 9  | 18 | 19 | 2 | 11  | 16 | 17 | 8  | Ret | 84 | 7 |

| Legende  | Legende            | Legende                                                          |
| Farbe    | Abkürzung          | Bedeutung                                                        |
| -------- | ------------------ | ---------------------------------------------------------------- |
| Gold     | –                  | Sieg                                                             |
| Silber   | –                  | 2. Platz                                                         |
| Bronze   | –                  | 3. Platz                                                         |
| Grün     | –                  | Platzierung in den Punkten                                       |
| Blau     | –                  | Klassifiziert außerhalb der Punkteränge                          |
| Violett  | DNF                | Rennen nicht beendet (did not finish)                            |
| Violett  | NC                 | nicht klassifiziert (not classified)                             |
| Rot      | DNQ                | nicht qualifiziert (did not qualify)                             |
| Rot      | DNPQ               | in Vorqualifikation gescheitert (did not pre-qualify)            |
| Schwarz  | DSQ                | disqualifiziert (disqualified)                                   |
| Weiß     | DNS                | nicht am Start (did not start)                                   |
| Weiß     | WD                 | zurückgezogen (withdrawn)                                        |
| Hellblau | PO                 | nur am Training teilgenommen (practiced only)                    |
| Hellblau | TD                 | Freitags-Testfahrer (test driver)                                |
| ohne     | DNP                | nicht am Training teilgenommen (did not practice)                |
| ohne     | INJ                | verletzt oder krank (injured)                                    |
| ohne     | EX                 | ausgeschlossen (excluded)                                        |
| ohne     | DNA                | nicht erschienen (did not arrive)                                |
| ohne     | C                  | Rennen abgesagt (cancelled)                                      |
| ohne     | keine WM-Teilnahme |                                                                  |
| sonstige | P/fett             | Pole-Position                                                    |
| sonstige | 1/2/3/4/5/6/7/8    | Punktplatzierung im Sprint-/Qualifikationsrennen                 |
| sonstige | SR/kursiv          | Schnellste Rennrunde                                             |
| sonstige | *                  | nicht im Ziel, aufgrund der zurückgelegten Distanz aber gewertet |
| sonstige | ()                 | Streichresultate                                                 |
| sonstige | unterstrichen      | Führender in der Gesamtwertung                                   |